# Grande dodecicosaedro
In geometria, il grande dodecicosaedro è un poliedro stellato uniforme avente 32 facce - 20 esagonali e 12 forma di decagramma - 120 spigoli e 60 vertici.

## Costruzioni di Wythoff
Utilizzando la costruzione di Wythoff, il grande dodecicosaedro si può ottenere utilizzando tre famiglie di triangoli di Schwarz: 3 5/3 3/2 | e 3 5/3 5/2 |, ottenendo sempre lo stesso risultato.

## Coordinate cartesiane
Le coordinate cartesiane per i vertici del grande dodecicosaedro sono date da tutte le permutazioni pari di:
{\displaystyle \left(\,\pm 1,\,\pm 2(\varphi -1),\,\pm \varphi \,\right)}
{\displaystyle \left(\,0,\,\pm (2-\varphi ),\,\pm {\sqrt {5}}\,\right)}
{\displaystyle \left(\,\pm 1,\,\pm 2,\,\pm (2-\varphi )\,\right)}
dove {\displaystyle \varphi ={\tfrac {1+{\sqrt {5}}}{2}}} è la sezione aurea.

## Poliedri correlati
Il grande dodecicosaedro, spesso indicato con il simbolo U63, ha la stessa disposizione di vertici del dodecaedro troncato, una cui versione non regolare è il suo inviluppo convesso, e condivide la posizione degli spigoli con il grande dodecicosidodecaedro ditrigonale, con cui ha in comune la disposizione delle facce decagrammiche, e con il grande icosicosidodecaedro, con cui ha in comune la disposizione delle facce esagonali.
| Dodecaedro troncato | Grande icosicosidodecaedro | Grande dodecicosidodecaedro ditrigonale | Grande dodecicosaedro |

### Grande dodecicosacrono
Il grande dodecicosacrono è un poliedro stellato isoedro, nonché il duale del grande dodecicosaedro, avente per facce 60 antiparallelogrammi.
Dato un grande dodecicosaedro di spigolo pari a 1, immaginando il grande dodecicosacrono come composto da 60 facce intersecanti a forma di antiparalleogramma, come riportato nella figura sottostante, di cui solo una parte visibile all'esterno del solido, le facce risultanti hanno due coppie di angoli uguali di ampiezza pari a {\displaystyle \arccos({\frac {3}{4}}+{\frac {1}{20}}{\sqrt {5}})\approx 30,480\,324\,565\,36^{\circ }} e {\displaystyle \arccos(-{\frac {5}{12}}+{\frac {1}{4}}{\sqrt {5}})\approx 81,816\,127\,508\,183^{\circ }}, con il rapporto tra lati lunghi e lati corti pari a {\displaystyle {\frac {1}{2}}+{\frac {1}{2}}{\sqrt {5}}}, e le due diagonali che si incontrano con un angolo di {\displaystyle \arccos({\frac {5}{12}}-{\frac {1}{60}}{\sqrt {5}})\approx 67,703\,547\,926\,46^{\circ }}.